# حشره‌خوار لوچینا
 حشره‌خوار لوچینا (نام علمی: Crocidura lucina) نام یک گونه از سرده حشره‌خوارهای دندان‌سفید است.